# Persoonia nutans
Persoonia nutans R.Br. è una pianta appartenente alla famiglia Proteaceae; si tratta di un arbusto proveniente dal Nuovo Galles del Sud e dall'Australia dell'est, precisamente nel suo più piccolo Stato continentale: Victoria. È in grado di raggiungere, durante la maturazione, circa 3 metri di altezza e a volte è capace di raggiungerne 5. È un arbusto spesso e il colore della corteccia si aggira intorno al grigio scuro. Le foglie, come si può intuire dal titolo, sono più o meno di forma lineare e sono capaci di raggiungere i 9 cm di lunghezza e tra i 0,1 e i 0,7 cm di larghezza. Le foglie gialle iniziano ad apparire tra l'estate e l'autunno (da dicembre a maggio) seguite da piccoli frutti di colore verde, chiamati anche drupe. Inoltre la Persoonia lineare fa parte del Lanceolata group, un gruppo di 58 specie di piante strettamente correlate tra loro.
Scoperta per la prima volta in una secca foresta Australiana, adagiata su una pietra arenaria che utilizzava come nutriente, la Persoonia lineare è adattata ad un clima torrido e secco. I frutti offrono nutrimento per molti animali, quali canguri, opossum e tipici passeri/volatili del continente. Come gli altri membri del gruppo Lanceolata, la Persoonia lineare è rara da vedere nei campi data la difficoltà nel coltivarla, anche tramite i semi. Si adatta facilmente alla coltivazione, preferendo terreni acidi con un buon drenaggio e parzialmente soleggiato.